# Косовска война
Косовската война е въоръжен конфликт през 1998 – 1999 година между стремящото се към самостоятелност на Косово албанско мнозинство в областта и правителството на Съюзна република Югославия. Албанците са организирани в няколко групи, най-значима сред които е Армията за освобождение на Косово (АОК), а югославските власти използват армията, полицията и нередовни паравоенни формирования. Конфликтът е последната от мащабните Югославски войни.
Косовската война се поделя на две фази:
- 28 февруари 1998 г. – 24 март 1999 г. – конфликт между албанските сепаратисти и югославските сили за сигурност
- 24 март – 10 юни 1999 г. – Операция „Съюзна сила“ срещу Югославия с едновременното овладяване от АОК на територията на Косово.

## Предистория
Населената предимно с албанци област Косово е присъединена към Сърбия след Балканските войни, през 1913 година. След кратък период (1939 – 1944) през Втората световна война, когато по-голямата част от областта е в границите на Албания, Косово отново става част от Сърбия в рамките на комунистическа Югославия. През 1974 година областта получава известна автономия, но масови демонстрации през 1981 година настояват Косово да получи статут на равноправна република в Югославската федерация. Протестите са насилствено потушени, а през 1989 година автономията на Косово е силно ограничена.
Въпреки това през 1990 година албанците организират непризнати от властите избори и новият косовски парламент приема в Качаник конституция на Косово, в която обявява областта за суверенна република в състава на Югославия. През следващите месеци албанците изграждат своя администрация, доминирана от Демократичния съюз на Косово (ДСК). Тя е паралелна на поддържаната от сръбското правителство и през 1992 година е оглавена от избрания за президент лидер на ДСК Ибрахим Ругова. През септември 1991 година неофициалното албанско правителство провежда референдум, който подкрепя създаването на независимо Косово.
Сръбското правителство толерира администрацията на Ругова, придържаща се към политика на ненасилствена съпротива, като се стреми чрез политика на икономически натиск и заселване на сърби от други части на бивша Югославия да промени етническата картина в Косово. Липсата на особен успех на политиката на ДСК засилва влиянието на по-радикални групи в Косово, като Народното движение на Косово, което създава свое военно крило – Армия за освобождение на Косово. Първоначално АОК организира изолирани нападения срещу сръбската полиция и други терористични актове, но през 1997 година значително разширява дейността си. Тласък за това дава политическият хаос в Албания – там много казарми и складове за оръжие са разграбени от населението и значително количество въоръжение попада в Косово.

## Начална фаза на войната
През март 1998 година АОК започва мащабни военни действия срещу сръбските сили, поставяйки началото на Косовската война, и до средата на годината поставя под свой контрол около половината от територията на Косово. През лятото сръбската армия започва широка контраофанзива, съпроводена с масови насилия, която предизвиква международна намеса в конфликта.
Действията на югославските власти предизвикват бежанска вълна, като десетки хиляди албанци се отправят към границите с Албания и Република Македония. Опасявайки се от повторение на хуманитарната катастрофа от Войната в Босна и Херцеговина, правителствата на Съединените щати и някои европейски държави оказват силен натиск върху Югославия, заплашвайки с военна намеса в конфликта.
В резултат на дипломатическия натиск на 13 октомври е постигнато споразумение за прекратяване на огъня. След сключването на примирието, в Косово е изпратена мисия на Организацията за сигурност и сътрудничество в Европа, която да контролира неговото прилагане. Съединените щати предлагат план за решение на кризата, предвиждащ широка вътрешна автономия на Косово в рамките на Югославия и въвеждане в областта на войски на НАТО, които да гарантират реда и спазването на правата на всички общности, но той е отхвърлян от югославското правителство.
През януари 1999 година правителството на Югославия предприема стъпки към нова ескалация на конфликта – организирани са поредица от локални насилствени операции, целящи да предизвикат нова бежанска вълна. Тяхна кулминация е извършеното от югославската армия и полиция на 15 януари клане в Рачак, когато „45 косовски албанци фермери са били арестувани, заведени до един хълм и избити“.
На 6 февруари в Рамбуйе започват преговори между правителството на Югославия, албански представители (непризнатия президент на Косово Ибрахим Ругова и представители на въоръжената съпротива) и правителствата на Съединените щати, Великобритания, Франция, Германия, Италия и Русия. Преговорите продължават до края на март без да се постигне споразумение и на 22 март югославските сили започват широка офанзива, целяща етническо прочистване, последвана ден по-късно от намесата на НАТО във войната.

## Интервенция на НАТО
Въпреки че НАТО се намесва в Косовската война, до голяма степен под натиска на Съединените щати върху по-колебливите им европейски съюзници, съюзниците избират стратегия, целяща да намали до минимум собствените им човешки жертви. Сухопътни действия не са предвидени, като усилията на НАТО са концентрирани върху използване на огромното военновъздушно превъзходство на съюза за бомбардиране на югославски цели.
Периодът на бомбардировките на НАТО е съпътстван и от най-масовите югославски насилия в Косово. След прекратяването на дипломатическите преговори, югославската армия и полиция и сръбските паравоенни формирования започват систематично етническо прочистване на областта, като огромната част от албанското цивилно население е принудено да напусне домовете си и да се отправи към Албания и Република Македония.
Същевременно бомбардировките на НАТО нанасят тежки поражения на инфраструктурни обекти по цялата територия на Сърбия – военни обекти, промишлени предприятия, мостове, железопътни линии, административни сгради. Изправено пред засилващото се обществено недоволство в страната, югославското правителство е принудено да отстъпи и на 10 юни югославските сили започват да се изтеглят от Косово. За да се гарантира, че те няма да се върнат, областта е окупирана от КейФОР, мироопазващи сили на Организацията на обединените нации (ООН), координирани от НАТО.

## Последствия
Непосредствено след края на Косовската война силите на Армията за освобождение на Косово са разоръжени. Областта е превърната в протекторат на ООН, управляван от специално създадена Временна администрация на ООН в Косово, но под нейния надзор продължават да функционират албанските институции, създадени през 90-те години. Дейци на АОК създават Демократическа партия на Косово, от която малко по-късно се отделя Алианс за бъдещето на Косово – тези две партии стават основни в страната, наред с Демократичния съюз на Косово.

## Цитирани източници
- Мете, Серж. История на албанците.   София, Издателство „Рива“, 2007. ISBN 978-954-320-132-7.
- Strauss, Julius. Massacre that started long haul to justice //  telegraph.co.uk.   The Telegraph, 2001. Посетен на 16 март 2014. (на английски)